# آری بیشار
آری بیشار (هلندی: Arie Bieshaar; ۱۵ مارس ۱۸۹۹ – ۲۱ ژانویهٔ ۱۹۶۵) بازیکن فوتبال اهل هلند بود.
وی همچنین در تیم ملی فوتبال هلند بازی کرده‌است.
وی در مسابقات کشوری و بین‌المللی در مجموع برندهٔ ۱ مدال برنز شده‌است.